# Реал Вальядолід Б
«Реал Вальядолід Б» (ісп. Real Valladolid CF B) — іспанський футбольний клуб з міста Вальядолід, в однойменній провінції, в автономному співтоваристві Кастилія-Леон, резервна команда клубу «Реал Вальядолід».
Клуб заснований в 1942 році, під ім'ям «Рекреатіво Європа Делісіас», гостей приймає на додатковому полі стадіону «Хосе Соррілья», що вміщає 1 500 глядачів. Резервні команди в Іспанії виступають у тих же рівнях, що і головні команди, але резервні команди не можуть виступати в одному дивізіоні з головною командою, у зв'язку з цим «Реал Вальядолід Б» не може виступати в Прімері. Найкращим результатом є 5-е місце в Сегунді Б в сезоні 1996/97.

## Історія
У 1942 році був створений футбольний клуб «Рекреатіво Європа Делісіас», який через два роки став резервною командою «Реал Вальядоліда». 13 липня 1952 році команда вперше пробилась у Терсеру.
У 1973 році клуб змінив назву на «Реал Вальядолід Промесас». В 1980-ті роки клуб тричі перемагав у своїй групі в Терсере, однак вийти в Сегунду Б зміг тільки в сезоні 1990/91. У сезоні 1999/00 команда зайняла 18-е місце і вилетіла в Терсеру, знову пробитися в Сегунду Б «Вальядолід Б» зміг тільки через п'ять років у сезоні 2005/06.

## Колишні назви
- 1942—1973 — «Рекреатіво Європа Делісіас»
- 1973—1990 — «Реал Вальядолід Промесас»
- з 1990 «Реал Вальядолід B»

## Стадіон
«Реал Вальядолід Б» грає свої матчі на резервному полі Хосе Сорільї, стадіон вміщує 1500 глядачів. Він був відкритий в 1988 році в кількох метрах від основного стадіону «Вальядоліда». Найважливіші матчі грають на «Нуево Хосе Соррільї», який вміщує 26 512 глядачів.

## Досягнення
- Терсера
  - Переможець (7): 1954/55, 1980/81, 1981/82, 1982/83, 1990/91, 2011/12, 2013/14
- Кубок Депутації Вальядоліда
  - Переможець (6): 1996, 1997, 1998, 2000, 2003, 2009, 2012